# Lebogang Phiri
Lebogang Lelani Phiri (ur. 9 listopada 1994 w Johannesburgu) – południowoafrykański piłkarz grający na pozycji środkowego pomocnika. Od 2017 jest zawodnikiem klubu En Avant Guingamp.

## Kariera klubowa
Swoją karierę piłkarską Phiri rozpoczął w 2004 roku w szkółce piłkarskiej Realu Madryt. W 2005 roku wrócił do Republiki Południowej Afryki i do 2008 roku trenował w zespole Balfour Park. Następnie w latach 2008–2009 był w szkółce piłkarskiej Shooting Stars Sports Concepts, a w latach 2009-2013 grał w juniorach Bidvest Wits. W 2013 roku wyjechał do Danii i został zawodnikiem klubu Brøndby IF. Swój debiut w Superligaen zaliczył 28 kwietnia 2013 w wygranym 2:1 wyjazdowym meczu z Odense BK. 16 maja 2013, w swoim czwartym występie ligowym, strzelił swojego pierwszego gola w lidze, a jego zespół wygrał 4:0 z FC Nordsjælland. W sezonie 2013/2014 stał się podstawowym zawodnikiem Brøndby. W sezonie 2016/2017 wywalczył wicemistrzostwo Danii.
W 2017 roku Phiri został zawodnikiem En Avant Guingamp. 5 sierpnia 2017 zadebiutował w nim w Ligue 1 w wygranym 3:1 wyjazdowym meczu z FC Metz.
| Sezon   | Klub              | Kraj    | Rozgrywki   | Mecze | Gole |
| ------- | ----------------- | ------- | ----------- | ----- | ---- |
| 2012/13 | Brøndby IF        | Dania   | Superligaen | 5     | 2    |
| 2013/14 | Brøndby IF        | Dania   | Superligaen | 21    | 1    |
| 2014/15 | Brøndby IF        | Dania   | Superligaen | 30    | 1    |
| 2015/16 | Brøndby IF        | Dania   | Superligaen | 28    | 3    |
| 2016/17 | Brøndby IF        | Dania   | Superligaen | 34    | 1    |
| 2017/18 | En Avant Guingamp | Francja | Ligue 1     |       |      |

## Kariera reprezentacyjna
W reprezentacji Republiki Południowej Afryki Phiri zadebiutował 25 marca 2015 w wygranym 3:1 towarzyskim meczu z Suazi, rozegranym w Lobambie, gdy w 71. minucie tego meczu zmienił Kamohelo Mokotjo.